# Cigending
Cigending is een bestuurslaag in de stadsgemeente Kota Bandung van de provincie West-Java, Indonesië. Cigending telt 15.208 inwoners (volkstelling 2010).